# Gerbrand Hop
Gerbrand Hop – holenderski brydżysta, World Master (WBF).

## Wyniki brydżowe

### Olimpiady
Na olimpiadach uzyskał następujące rezultaty:
| Olimpiady Brydżowe. Zawody teamów | Olimpiady Brydżowe. Zawody teamów | Olimpiady Brydżowe. Zawody teamów | Olimpiady Brydżowe. Zawody teamów | Olimpiady Brydżowe. Zawody teamów | Olimpiady Brydżowe. Zawody teamów |
| Rok                               | Miejsce                           | Zawody                            | Kategoria                         | Drużyna                           | Pozycja                           |
| --------------------------------- | --------------------------------- | --------------------------------- | --------------------------------- | --------------------------------- | --------------------------------- |
| 2008                              | Pekin                             | 1. Olimpiada Sportów Umysłowych   | Młodzież Szkolna                  | Netherlands                       | 5                                 |

| Olimpiady brydżowe. Zawody Par | Olimpiady brydżowe. Zawody Par | Olimpiady brydżowe. Zawody Par       | Olimpiady brydżowe. Zawody Par | Olimpiady brydżowe. Zawody Par | Olimpiady brydżowe. Zawody Par |
| Rok                            | Miejsce                        | Zawody                               | Kategoria                      | Partner                        | Pozycja                        |
| ------------------------------ | ------------------------------ | ------------------------------------ | ------------------------------ | ------------------------------ | ------------------------------ |
| 2008                           | Pekin                          | 1 Światowe Zawody Sportów Umysłowych | Juniorzy                       | Aarnout Helmich                | 86                             |

| Olimpiady Brydżowe. Zawody Indywidualne | Olimpiady Brydżowe. Zawody Indywidualne | Olimpiady Brydżowe. Zawody Indywidualne | Olimpiady Brydżowe. Zawody Indywidualne | Olimpiady Brydżowe. Zawody Indywidualne |
| Rok                                     | Miejsce                                 | Zawody                                  | Kategoria                               | Pozycja                                 |
| --------------------------------------- | --------------------------------------- | --------------------------------------- | --------------------------------------- | --------------------------------------- |
| 2008                                    | Pekin                                   | 1 Olimpiada Sportów Umysłowych          | Juniorzy                                | 81                                      |

### Zawody światowe
W światowych zawodach zdobył następujące lokaty:
| Mistrzostwa Świata. Konkurencja teamów | Mistrzostwa Świata. Konkurencja teamów | Mistrzostwa Świata. Konkurencja teamów     | Mistrzostwa Świata. Konkurencja teamów | Mistrzostwa Świata. Konkurencja teamów | Mistrzostwa Świata. Konkurencja teamów |
| Rok                                    | Miejsce                                | Zawody                                     | Kategoria                              | Drużyna                                | Pozycja                                |
| -------------------------------------- | -------------------------------------- | ------------------------------------------ | -------------------------------------- | -------------------------------------- | -------------------------------------- |
| 2012                                   | Taicang                                | 14. Drużynowe Mistrzostwa Świata Młodzieży | Juniorzy                               | Netherlands                            | 1                                      |
| 2011                                   | Veldhoven                              | 40. Mistrzostwa Świata Teamów              | Trans                                  | Jolly Lombard                          | 25                                     |
| 2011                                   | Opatija                                | 2 Światowy Kongres Młodzieży               | Juniorzy BAM                           | NED Juniors                            | 3                                      |
| 2011                                   | Opatija                                | 2. Światowy Kongres Młodzieży              | Juniorzy                               | NED Juniors                            | 1                                      |
| 2009                                   | Stambuł                                | 1. Światowy Kongres Młodzieży              | Juniorzy                               | Netherlands White                      | 28                                     |
| 2009                                   | Stambuł                                | 1. Światowy Kongres Młodzieży              | Juniorzy BAM                           | Netherlands White                      | 5                                      |

| Mistrzostwa Świata. Konkurencja par | Mistrzostwa Świata. Konkurencja par | Mistrzostwa Świata. Konkurencja par  | Mistrzostwa Świata. Konkurencja par | Mistrzostwa Świata. Konkurencja par | Mistrzostwa Świata. Konkurencja par |
| Rok                                 | Miejsce                             | Zawody                               | Kategoria                           | Partner                             | Pozycja                             |
| ----------------------------------- | ----------------------------------- | ------------------------------------ | ----------------------------------- | ----------------------------------- | ----------------------------------- |
| 2011                                | Opatija                             | 2 Światowy Kongres Młodzieży         | Juniorzy                            | Aarnout Helmich                     | 10                                  |
| 2009                                | Stambuł                             | 1 Światowy Kongres Młodzieży         | Juniorzy                            | Aarnout Helmich                     | 29                                  |
| 2006                                | Pieszczany                          | 6 Młodzieżowe Mistrzostwa Świata Par | Młodzież Szkolna                    | Aarnout Helmich                     | 19                                  |

### Zawody europejskie
W europejskich zawodach zdobył następujące lokaty:
| Zawody europejskie. Konkurencja teamów | Zawody europejskie. Konkurencja teamów | Zawody europejskie. Konkurencja teamów   | Zawody europejskie. Konkurencja teamów | Zawody europejskie. Konkurencja teamów | Zawody europejskie. Konkurencja teamów |
| Rok                                    | Miejsce                                | Zawody                                   | Kategoria                              | Drużyna                                | Pozycja                                |
| -------------------------------------- | -------------------------------------- | ---------------------------------------- | -------------------------------------- | -------------------------------------- | -------------------------------------- |
| 2011                                   | Albena                                 | 23 Młodzieżowe Mistrzostwa Europy Teamów | Juniorzy                               | Netherlands                            | 6                                      |
| 2009                                   | Opatija                                | 1 Akademickie Mistrzostwa Europy         | Open                                   | The Hague                              | 17                                     |
| 2007                                   | Jesolo                                 | 21 Młodzieżowe Europy Teamów             | Młodzież Szkolna                       | Netherlands                            | 6                                      |

| Zawody europejskie. Konkurencja par | Zawody europejskie. Konkurencja par | Zawody europejskie. Konkurencja par    | Zawody europejskie. Konkurencja par | Zawody europejskie. Konkurencja par | Zawody europejskie. Konkurencja par |
| Rok                                 | Miejsce                             | Zawody                                 | Kategoria                           | Partner                             | Pozycja                             |
| ----------------------------------- | ----------------------------------- | -------------------------------------- | ----------------------------------- | ----------------------------------- | ----------------------------------- |
| 2012                                | Vejle                               | 11. Młodzieżowe Mistrzostwa Europy Par | Miksty Młodzieżowe                  | Natalia Banaś                       | 22                                  |
| 2012                                | Vejle                               | 11. Młodzieżowe Mistrzostwa Europy Par | Juniorzy                            | Aarnout Helmich                     | 5                                   |
| 2010                                | Opatija                             | 10 Młodzieżowe Mistrzostwa Europy Par  | Juniorzy                            | Aarnout Helmich                     | 13                                  |
| 2008                                | Wrocław                             | 9 Młodzieżowe Mistrzostwa Europy Par   | Młodzież Szkolna                    | Aarnout Helmich                     | 50                                  |